# Alberto Rodríguez Barrera
Alberto Rodríguez Barrera (* 1. April 1974 in Mexiko-Stadt) ist ein ehemaliger mexikanischer Fußballspieler auf der Position des Verteidigers und jetziger Trainer der mexikanischen U16-Nationalmannschaft.

## Leben

### Verein
Rodríguez erhielt seinen ersten Profivertrag in der Saison 1992/93 bei seinem Heimatverein Club Universidad Nacional und wechselte 1994 zum Zweitligisten CF Pachuca, mit dem er die Zweitligameisterschaft der Saison 1995/96 gewann. Nach dem Abstieg am Saisonende 1996/97 wechselte er zum CF Monterrey, bei dem er sich jedoch nicht durchsetzen konnte. Nach dem unmittelbaren Wiederaufstieg der Tuzos in die Primera División kehrte er 1998 nach Pachuca zurück und stand dort die folgenden sieben Jahre unter Vertrag. In dieser Zeit gewann er drei Meistertitel sowie im Jahr 2002 den CONCACAF Champions’ Cup.
2005 wechselte er zurück in seine Heimatstadt, wo er seither beim CD Cruz Azul unter Vertrag steht, wenngleich er seit Sommer 2008 nur noch für dessen in der zweiten Liga spielenden Filialteam Cruz Azul Hidalgo zum Einsatz kommt. Im Jahr 2012 beendete er seine Spielerkarriere.

### Nationalmannschaft
Zwischen 2001 und 2005 kam Rodríguez zu 13 Länderspieleinsätzen für die mexikanische Nationalmannschaft. Sein erstes Länderspiel fand am 15. Juli 2001 im Rahmen der Copa América 2001 gegen Paraguay (0:0) statt, sein letztes Länderspiel war ein Freundschaftsspiel gegen Ungarn am 14. Dezember 2005 und wurde mit 2:0 gewonnen. Bei der Fußball-Weltmeisterschaft 2002 gehörte Rodríguez zum mexikanischen Aufgebot, kam jedoch nicht zum Einsatz.

### Trainer
Seit Juli 2019 ist Rodríguez Trainer der mexikanischen U16-Nationalmannschaft.

## Erfolge
- Mexikanischer Meister: Inv 1999, Inv 2001, Ape 2003
- Mexikanischer Zweitligameister: 1995/96
- CONCACAF Champions’ Cup: 2002